# Charles Wentworth Dilke
Charles Wentworth Dilke (1789-1864) est un critique littéraire et un écrivain anglais de tendance libérale.

## Vie professionnelle
Charles Wentworth Dilke travaille au service de la paie de la Royal Navy, qu'il quitte en 1830 pour se consacrer à la littérature.

## Littérature
Les opinions libérales de Charles Wentworth Dilke et son intérêt pour la littérature lui font rencontrer Leigh Hunt, le rédacteur en chef du journal The Examiner. De 1814 à 1816, il poursuit la série de Robert Dodsley, Collection of English Plays. En 1829 il prend des parts dans le magazine Athenaeum, en devient le rédacteur en chef et en augmente grandement l'influence. En 1846 il quitte la rédaction et est engagé au Daily News, mais contribue encore au journal Athenaeum avec notamment Alexander Pope, Edmund Burke et Junius. Son petit-fils, Sir Charles Dilke, publie ses écrits en 1875 dans un recueil nommé Papers of a Critic.

## Wentworth Place

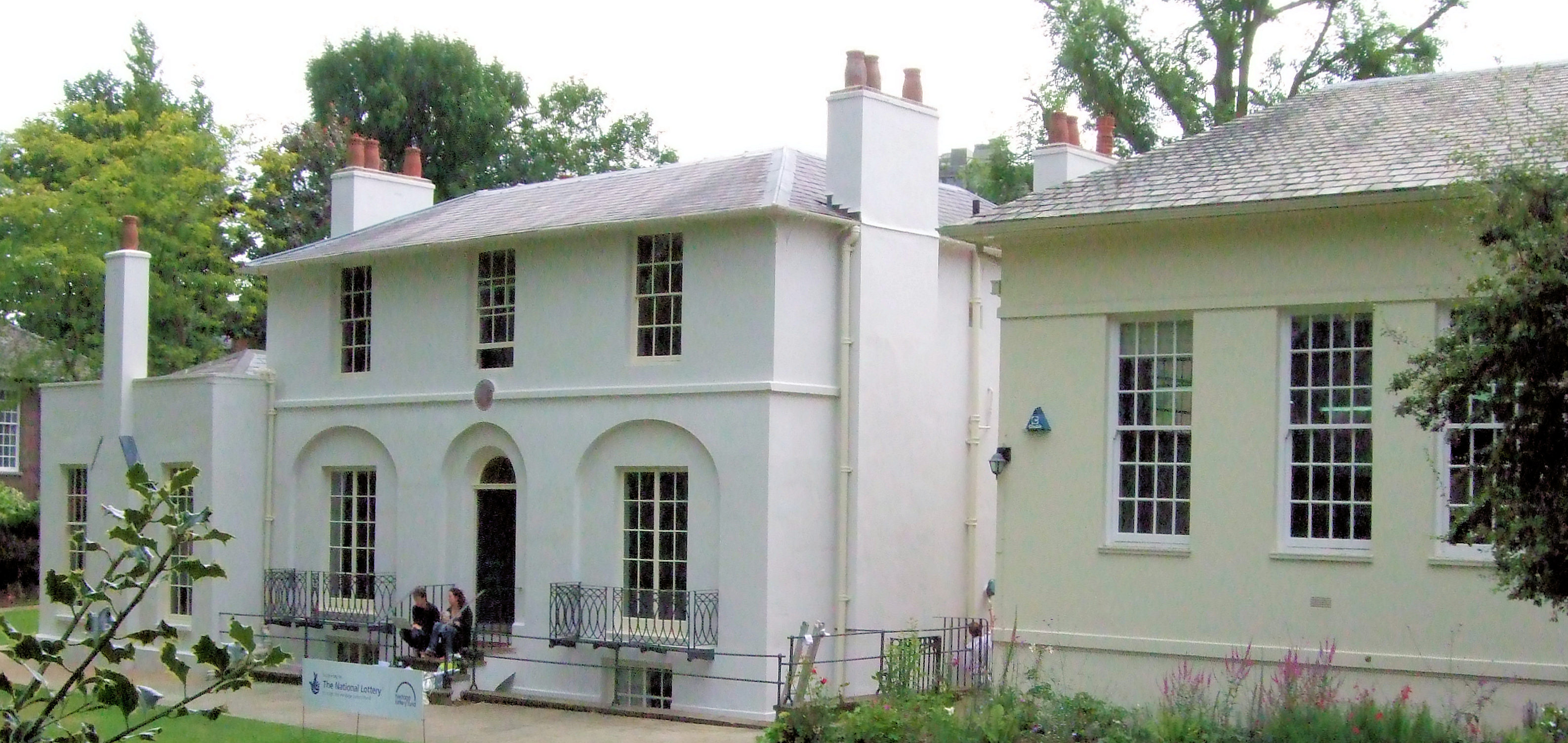
L'actuelle Keats House appelée à l'époque Wentworth place.

Vers octobre 1816, Charles Wentworth Dilke et son ami Charles Armitage Brown emménagent dans des maisons mitoyennes qui seront appelées plus tard Wentworth Place à Hampstead près de Londres. Le poète John Keats vit chez Charles Brown de 1818 à 1820 et a bien connu Charles Dilke. En 1822 Charles Brown part en Italie, et vend sa maison à Charles Dilke. Aujourd'hui, Wentworth Place est devenue Keats House, un musée consacré à John Keats.

## Vie personnelle
Charles Wentworth Dilke épouse Maria Dover Walker (1790–1850). Maria est la fille de Edward Walker et de son épouse Frances Davis, tapissiers à Dean Street à Soho quartier de Londres. Après le décès de son épouse puis celui de sa belle-fille en 1853, il se consacre à l'ascension de son petit-fils qui porte le même nom que lui Charles Dilke, futur politicien de premier plan.